# Мануел Виерна
Мануел Виерна Беландо (на испански: Manuel Vierna Belando) е испански адмирал, който се бие за националистическата фракция по време на Испанската гражданска война.
Известен с това, че е командир на крайцера „Балеарес“, който е потопен по време на битката при нос Палос през март 1938 г.

## Биография
Постъпва като мичман във военноморското училище в старата фрегата Asturias във Ферол през 1898 г. Когато завършва училището, се премества в Лиеж, където учи електроинженерство в института Монтефиоре. През 1912 г. е произведен в лейтенант и е назначен на линеен кораб „Еспаня“, с който участва в няколко бомбардировки по северноафриканското крайбрежие.
Виерна е професор в института за инженери и машинисти. Когато е назначен за командир на торпеден катер номер 16, напуска. Той се издига до длъжността капитан-лейтенант и е назначен като военноморски аташе към испанското посолство в Лондон. Той напуска тази позиция, когато е назначен за командир на разрушителя „Бустаменте“, с който участва като подкрепа с артилерийски огън при десанта в Ал Хусейма.
Когато контраадмирал Матео Гарсия де лос Рейес поема флота, той го избира за свой секретар. През 1930 г. е повишен в длъжността капитан на фрегата. Две години е без назначение, докато през 1932 г. не получава командването на канонерската лодка „Кановас дел Кастильо“, след известно време отново остава без назначение.

### Гражданска война
През 1935 г. Виерна е назначен в Arsenal de Ferrol, когато започва гражданската война на 18 юли 1936 г., по това време заема длъжността началник на Генералния щаб на Ферол.
Поради липсата на военноморски части на бунтовниците, „Балеарес“ трябва да отплават, въпреки че все още не e готов. Той се присъединява към останалите сили, които действат във водите на Гибралтарския проток, където участва в множество действия, както за наблюдение и контрол на блокадата, така и за отблъскване на атаки на правителствени самолети.
През февруари 1937 г. участва в битката при Малага. Той обстрелва онези, които бягат през единствения изход от обсадата на града - крайбрежната магистрала от Малага до Алмерия. Въпреки всичките усилия на Франсиско Франко да скрие случилото се, канадският лекар Норман Бетюн успява да направи снимки и разказва опита си в The New York Times: „Преброихме най-малко 5 000 деца под десетгодишна възраст, хиляди от тях боси... Решихме да се върнем обратно и да започнем да ги транспортираме, за да ги отведем на безопасно място.“
На 7 септември 1937 г. Виерна се сблъсква с дивизион на правителствената ескадра, съставен от два крайцера и седем миноносеца в битката при нос Шершел. Последствията от получените удари, въпреки факта, че „Балеарес“ плава в търсене на своя близнак „Канариас“, търговците, които ескортират правителствената ескадра трябва да намерят убежище в Алжир. Докато командва крайцера, въпреки че е капитан на фрегата, Виерна е третиран като капитан на кораб за да не се понижава командната категория на кораба, но след битката при нос Шершел той е повишен директно в контраадмирал.
В ранната сутрин на 6 март 1938 г. дивизията е на мисия да ескортира конвой, когато се натъква на правителствения отряд, по което време е разменен артилерийски огън, който няма ефект върху нито един от двата отряда. По този повод правителствените разрушители са подготвени и изстрелват своите торпеда, които потапят „Балеарес“. С него загиват Мануел Виерна Беландо, целият му екипаж, командирът на кораба, 35 офицери, 685 подофицери и моряци.